# 트랩트 (2002년 영화)
《트랩트》(영어: Trapped)는 미국에서 제작된 루이스 만도키 감독의 2002년 범죄 스릴러 영화이다. 샬리즈 세런, 코트니 러브, 스튜어트 타운젠드, 케빈 베이컨, 다코타 패닝, 프루잇 테일러 빈스 등이 출연하였고, 미미 포크 기틀린 등이 제작에 참여하였다.

## 줄거리
최근 마취제 특허를 낸 연구 내과의 윌은 시애틀 학회에 참석했다가 셰릴이란 낯선 여성에게 당해 호텔 방에 갇히게 된다. 한편 셰릴의 남편 조는 윌의 오리건주 포틀랜드 집에 침입해 윌의 아내 캐런을 붙잡고, 캐런과 윌의 어린 딸 애비는 공범인 사촌 마빈이 숲 속 외딴 오두막에 납치해놓는다. 셰릴과 조는 윌이 보조했던 딸 케이티의 뇌 수술이 부주의로 실패하면서 케이티가 사망한 것에 앙심을 품고 있으며, 애비의 몸값을 요구한다.

## 출연
- 샬리즈 세런 - 캐런 제닝스 역
- 코트니 러브 - 셰릴 히키 역
- 스튜어트 타운젠드 - 윌 제닝스 의사 역
- 케빈 베이컨 - 조 히키 역
- 다코타 패닝 - 애비게일 "애비" 제닝스 역
- 프루잇 테일러 빈스 - 마빈 역: 조의 사촌.
- 콜린 캠프 - 조앤 에번스 역: 캐런의 이웃.
- 앤드루 에얼리 - 홀든 역

## 기타 제작진
- 라인 제작: 미겔 앙헬 로페스
- 공동 제작: 네이선 커하너, 카스틴 H.W. 로렌즈, 마이클 맥도널
- 협력 제작: 크리스토퍼 보그먼, 브라이언 골드스미스, 태나 톰프슨
- 배역: 루이스 디자이모
- 미술: 리처드 실버트
- 세트: 앤마리 코빗, 로즈 마리 맥셰리
- 의상: 마이클 캐플런